# Tillandsia 'Tiki Torch'
Tillandsia 'Tiki Torch' es un  cultivar híbrido del género Tillandsia perteneciente a la familia  Bromeliaceae.
Es un híbrido creado con la especie Tillandsia schiedeana × Tillandsia rodrigueziana.